# الكرابيسي
الكرابيسي هو أحمد بن عمر رياضي فارسي، عاش في القرن 9 الميلادي. كما أنه كان مهندس مدني ومهندس ميكانيكي ورياضياتي وفيزيائي ومهندس فلك.
قال ابن النديم: كان من أفاضل المهندسين وعلماء الأعداد، وله كتاب تفسير إقليدس، وكتاب حساب الدرر، وكتاب الوصايا، وكتاب مساحة الحلقة، وكتاب الحساب الهندي.
وذكره أيضًا القفطي وقال عنه: تقدَّم في هذا الشأن وله فيه أمكن إمكان. ثم ساق أسماء مؤلفاته المذكورة.